# Helmuth Johannes Ludwig von Moltke
Helmuth Johannes Ludwig von Moltke  (Gersdorf, 1848. május 25. – Berlin, 1916. június 18.) német katonatiszt, vezérezredes, 1906–1916-ig a német császári hadsereg vezérkari főnöke. Nagybátyjától, Helmuth Karl Bernhard von Moltke porosz tábornagytól való megkülönböztetésül gyakran „az ifjabb Moltke”-ként hivatkoznak rá (Moltke der Jüngere).

## Élete

### Származása
Moltke híres katonatiszti dinasztia leszármazottja volt. Nagybátyja, Helmuth Karl Bernhard von Moltke a 19. században vezérkari főnökként irányította a porosz hadsereget a porosz–osztrák háborúban, ahol a königgrätzi csatában döntő győzelmet aratott.

### Pályafutása
Ő volt a német vezérkar főnöke az első világháborút megelőző években, 1906-tól.
Az ifjabb Helmuth von Moltke voltaképpen az elődeitől örökölt – egyesek szerint – korszerűtlen Schlieffen-terv alapján képzelte Franciaország lerohanását. Noha a tervet többször módosította, az a gyakorlatban kivitelezhetetlennek bizonyult. Moltke ennek ellenére is ragaszkodott hozzá. A terv egyik értelmezése az volt, hogy nem a katonai győzelem a legfontosabb szempont, hanem az, hogy a kialakult szövetségi rendszer tagállamainak támogatásával elfogadtassák Franciaországgal a német határokat.
Moltkét 1906-ban nevezték ki a vezérkar élére, ám az első világháború kitörésekor már igen rossz egészségi állapotban volt, ráadásul – a császári vezérkar egyes körei által beállított – gyenge akarata, határozatlansága is alapvetően bizonytalanná tették a császári hadsereg irányítására. 1914 szeptemberében az első jelentős német kudarc, az első marne-i csata után gyakorlatilag megbuktatták, ám ténylegesen csak két évvel később, 1916-ban mentették fel. Még ugyanebben az évben meg is halt.